# Haliichthys
Haliichthys is een monotypisch geslacht van straalvinnige vissen uit de familie van zeenaalden en zeepaardjes (Syngnathidae).

## Soort
- Haliichthys taeniophorus Gray, 1859